# Charlotte Coleman
Charlotte Ninon Coleman (* 3. April 1968 in Islington, London, England; † 14. November 2001 in Holloway, London, England) war eine britische Schauspielerin.

## Leben und Karriere
Coleman war die Tochter der Schauspielerin Ann Beach (1938–2017) und des Fernsehproduzenten Francis Coleman (1924–2008), ihre jüngere Schwester Lisa Coleman (* 1970) arbeitet ebenfalls als Schauspielerin. Durch die Berufe ihrer Eltern kam sie schon früh zur Schauspielerei und hatte ihre erste bezahlte Rolle mit sieben Jahren in einem Stück von Noël Coward. Nur wenige Jahre später wurde sie dem britischen Fernsehpublikum durch die Rolle der Sue in der beliebten Kinderserie Die Vogelscheuche (Worzel Gummidge) bekannt, die zwischen 1979 und 1981 erstausgestrahlt wurde. In den 1980er-Jahren verkörperte sie in zwei Fernsehserien die Figur der rebellischen Teenagerin Marmalade Atkins, die von dem Autor Andrew Davies geschaffen wurde. Auch privat galt Coleman als rebellische Jugendliche, die sich James Dean als großes Vorbild nahm und von Schulen verwiesen wurde.
Im Erwachsenenalter konnte sich Coleman erfolgreich im Schauspielgeschäft etablieren, etwa durch ihre Hauptrolle als lesbische Tochter einer streng religiösen Familie in der Fernseh-Miniserie Orangen sind nicht die einzige Frucht (1990), die auf dem gleichnamigen Roman von Jeanette Winterson basiert. Für diesen Auftritt erhielt sie eine Auszeichnung der Royal Television Society sowie eine Nominierung für den BAFTA TV Award. International bekannt wurde Coleman im Jahr 1994 als Scarlett, die „etwas verrückte, rothaarige Mitbewohnerin“ von Hugh Grants Hauptfigur, in der erfolgreichen Liebeskomödie Vier Hochzeiten und ein Todesfall. Die Rolle brachte ihr eine Nominierung für den BAFTA-Award als Beste Nebendarstellerin ein, sie unterlag allerdings gegen die Darstellung von Kristin Scott Thomas in demselben Film. Es folgten weitere Nebenrollen Colemans in Kinofilmen wie Das Handbuch des jungen Giftmischers (1995), Lieber gestern als nie … (1998) und Beautiful People (1999); außerdem spielte sie zwischen 1998 und 1999 eine der Hauptrollen in der BBC-Sitcom How Do You Want Me?.
Im November 2001 wurde Coleman in ihrer Londoner Wohnung von ihrer Mutter tot aufgefunden, die 33-jährige Schauspielerin war in der Nacht zuvor an einem massiven Asthmaanfall verstorben. Im Gedenken an sie vergibt das New London Performing Arts Centre seit 2003 das Stipendium Charlotte Coleman Scholarship.

## Filmografie (Auswahl)
- 1979: Two People (Fernsehserie, 5 Folgen)
- 1979–1981: Die Vogelscheuche (Worzel Gummidge; Fernsehserie, 28 Folgen)
- 1982–1983: Educating Marmalade (Fernsehserie, 10 Folgen)
- 1984: Danger: Marmalade at Work (Fernsehserie, 10 Folgen)
- 1988: Campaign (Fernseh-Miniserie, 3 Folgen)
- 1989: Ausgespielt – Bearskin (Bearskin: An Urban Fairytale)
- 1990: Orangen sind nicht die einzige Frucht (Oranges Are Not the Only Fruit; Fernseh-Miniserie, 3 Folgen)
- 1990: Freddie and Max (Fernsehserie, 6 Folgen)
- 1992: Inspektor Morse (Inspector Morse; Fernsehserie, Folge Happy Families)
- 1992: Flucht aus dem Eis (Map of the Human Heart)
- 1994: Vier Hochzeiten und ein Todesfall (Four Weddings and a Funeral)
- 1995: Das Handbuch des jungen Giftmischers (The Young Poisoner's Handbook)
- 1995: Poppy (The Vacillations of Poppy Carew, Fernsehfilm)
- 1996: Der kleine Unterschied (Different for Girls)
- 1997: Hering auf der Hose (The Revengers' Comedies)
- 1998: Lieber gestern als nie … (The Man with Rain in His Shoes)
- 1998–1999: How Do You Want Me? (Fernsehserie, 12 Folgen)
- 1999: Beautiful People
- 2001: Bodywork
- 2002: Im Doppelpack (Double Act, Fernsehfilm)